# Línia Barcelona-Vallès
La línia Barcelona-Vallès dels Ferrocarrils de la Generalitat de Catalunya (FGC) connecta Barcelona amb el Vallès Occidental travessant la serra de Collserola. La terminal és l'estació de Pl. Catalunya i un cop passada l'estació de Sant Cugat Centre, es bifurca cap a Sabadell i Terrassa.
FGC opera la línia amb cinc serveis: tres serveis de metro dins el municipi de Barcelona i dos serveis de suburbans entre Barcelona i el Vallès Occidental. A més de la denominació de línia Barcelona-Vallès, FGC també empra la denominació de metro del Vallès —per a les línies S1, S2, L6, L12 i el funicular de Vallvidrera— i el nom de línia de Balmes, per a la L7.

## Història
L'actual línia Barcelona-Vallès dels Ferrocarrils de la Generalitat de Catalunya (FGC) està formada pels ferrocarrils que van construir FBS (després FSB) i FCC: un, de Barcelona a Sarrià; i l'altre, de Sarrià a Terrassa i Sabadell.

### Ferrocarril de Sarrià a Barcelona

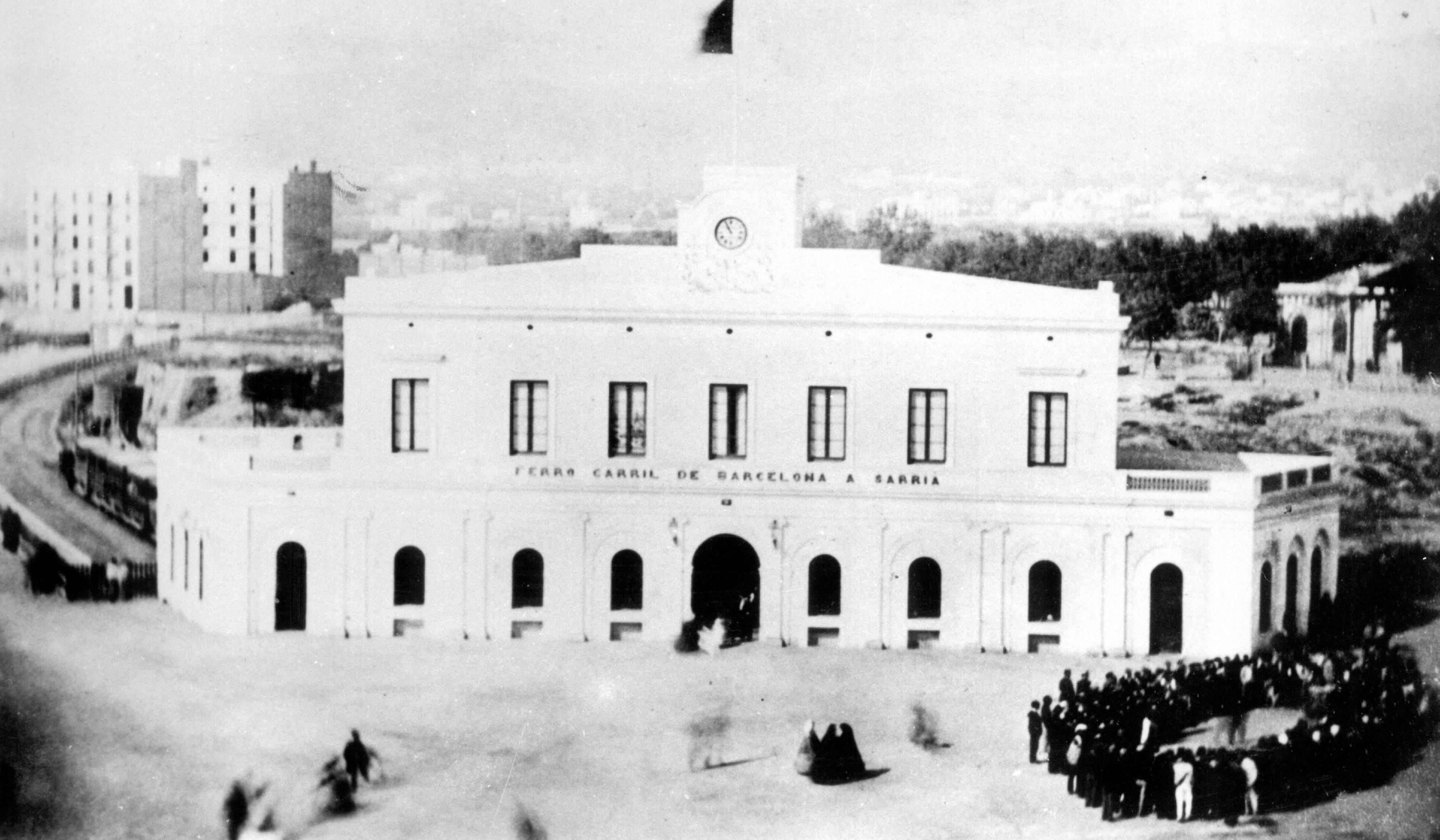
L'estació de Plaça de Catalunya el 1865, terminal del Ferrocarril de Sarrià.

El Ferrocarril de Sarrià a Barcelona, popularment conegut com a tren de Sarrià, construït per la Companyia del Ferrocarril de Barcelona a Sarrià, va ser inaugurat l'any 1863 amb tracció a vapor i ample ibèric antic (1672 mm) per unir les dues poblacions, atès que llavors Sarrià era municipi independent.
La línia tingué molt èxit, tot i que l'any 1874 l'empresa, per acumulació de deutes, fou absorbida per una nova societat anomenada Ferrocarril de Sarrià a Barcelona. El 1905 s'electrificà i canvià l'ample de la via a estàndard (1435 mm). El 1929 s'inaugurà el primer soterrament: el tram Plaça Catalunya a Muntaner. El 1954 entrà en servei el nou ramal Gràcia i Avinguda Tibidabo i el 1976 entrà en servei l'Estació de Reina Elisenda.

### Ferrocarrils de Catalunya i extensió al Vallès
Tot i l'existència del Ferrocarril de Barcelona-Saragossa (via Terrassa i Sabadell), que uneix el Vallès Occidental amb Barcelona des del 1855, el gran creixement de Barcelona i també de Sabadell i Terrassa feia palesa la importància d'una comunicació més directa. Des de mitjan segle xix i fins a la darreria de segle, hi van haver diversos projectes per la construcció de serveis ferroviaris entre Barcelona i el Vallès, que per diverses raons no es van dur a terme.
Carles Emili Montañès, enginyer industrial català, volia demostrar la necessitat de la construcció d'un ferrocarril entre Barcelona i el Vallès i la viabilitat tècnica de travessar la serra de Collserola. El 1908 va inaugurar el ferrocarril Mina Grott amb un ample de via de 600 mm, construït en aprofitar el túnel que portava aigua del pantà de Vallvidrera a Sarrià. Va tenir un èxit immeditat, però va tenir problemes legals, ja que la direcció del Tren de Sarrià va aconseguir que la Guàrdia Civil el tanqués, ja que aquest perjudicava el Funicular de Vallvidrera. L'Estat finalment va donar la raó a Montañès, però no podia atorgar-li la concessió ferroviària perquè el ferrocarril circulava per terrenys privats. Després d'arribar a un acord, el 1909 es legalitzava la Mina Grott amb una concessió provisional i se l'obligava a demanar la concessió d'un ferrocarril entre Sarrià i les Planes de Vallvidrera, que circularia en terrenys revertibles a l'Estat. Tres anys més tard se li adjudicava la construcció del ferrocarril.
Montañès no disposava de suport financer i, mentre era a Londres per trobar finançament per als seus projectes d'electrificació, va conèixer Frederick Stark Pearson. El 1911 Montañès va aconseguir que Pearson visités Barcelona, i després d'explicar-li tot el projecte, Pearson va decidir dur-lo a terme. Un dels primers passos era adquirir el Tren de Sarrià de FSB, que era propietat de la Société Générale de Tramways Électriques en Espagne (SGTEE). En aquells anys, SGTEE va ser adquirida per AEG que era propietària de Tramvies de Barcelona (TB); aquesta companyia pretenia suprimir el tram entre Pl. Catalunya i Diagonal per vendre els terrenys amb força benefici, i acoblar la resta de la línia a la seva xarxa. Tot i el preu elevat de l'operació, finalment Montañès i Pearson van adquirir les accions del FSB i el 1912 es constituïa Ferrocarriles de Cataluña S.A. (FCC), també coneguda com a Ferrocarrils de Catalunya. L'empresa va començar a actuar per ampliar el Tren de Sarrià cap al Vallès amb l'inici de les obres del túnel de Vallvidrera al maig i a l'any següent entre les Planes i Sant Cugat.

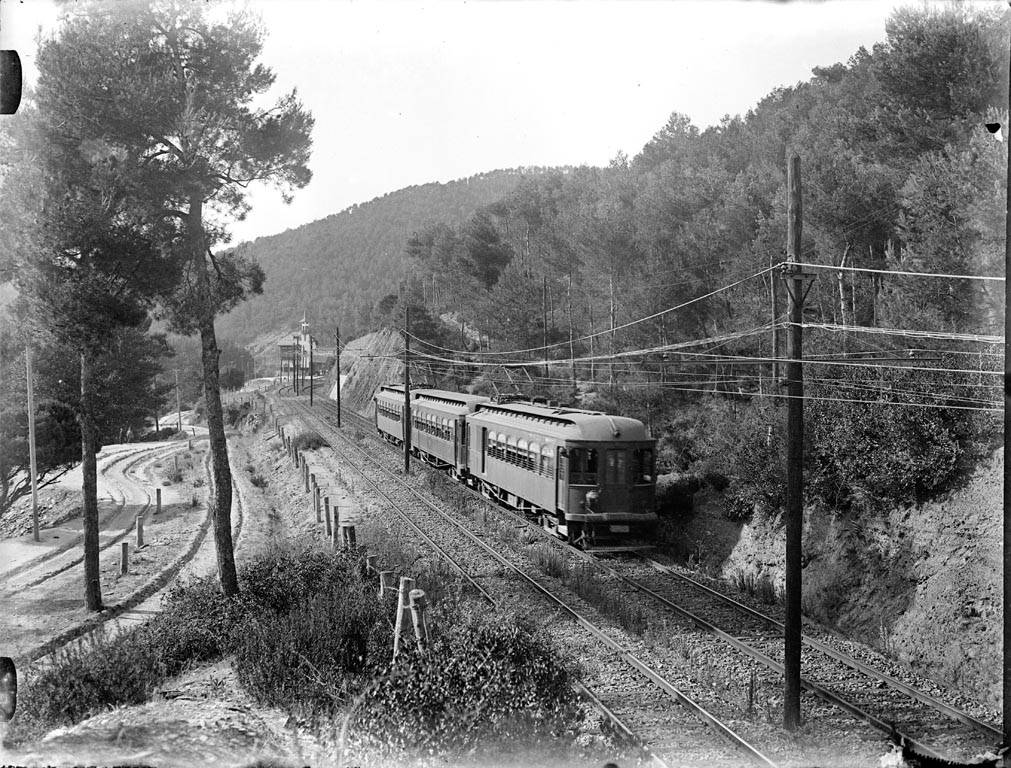
El Tren de Sarrià s'expandeix cap al Vallès entre 1916 i 1922

Les obres van patir alguns problemes i van durar bastants anys; per una part, l'any 1914 esclatava la Primera Guerra Mundial, cosa que afectava el capital de procedència britànica i, per una altra, un cop solucionats els problemes econòmics, alguns trams van tenir filtracions d'aigua que van provocar l'enfonsament d'una part ja construïda. El 1915 un tercer fet va obligar modificar les previsions de la companyia, ja que el 7 de maig Prearson va morir quan tornava a Anglaterra d'un viatge al Canadà. Tot i que les obres es van paralitzar, FCC les va reprendre i a la tardor de 1916 les enllestia. El 28 de novembre FCC inaugurava la línia de Sarrià a les Planes de Vallvidrera, amb un tren inaugural que sortia a les tres de la tarda de Plaça Catalunya. Amb la inauguració va deixar de circular el ferrocarril de la Mina Grott. La tardor de 1917 arribava el ferrocarril a Sant Cugat.
Les obres d'ampliació de la línia van continuar amb la construcció del ramal de Terrassa. Es va inaugurar l'estació de Rubí el 13 de setembre de 1918. El 1919 el tren ja arribava a Terrassa, tot i que en una estació provisional, fins que el 1920 s'acabava l'estació de Les Fonts i el 1921 l'estació de Terrassa (ara anomenada Terrassa-Rambla). La construcció del ramal de Sabadell estava avançada i s'esperava que cap al final de l'any 1921 es podria iniciar el servei. Finalment, l'entrada en servei de la línia entre Sant Cugat i Sabadell es va produir l'1 de juny de 1922. El perllongament fins a l'interior de la ciutat, a l'estació de Sabadell-Rambla, no va arribar fins al 1925, ja que el consistori va pressionar perquè la línia fos subterrània.
El 1924 va ser l'any amb més nombre de viatgers, però el trànsit va disminuir a causa de les molèsties per les obres de soterrament del Tren de Sarrià, que havien obligat a canviar l'emplaçament habitual de les estacions de Barcelona i Gràcia. El 1929 s'obria el tram soterrat entre Pl. Catalunya i Muntaner.
Part de la comarca del Vallès es va convertir en zona residencial com a resultat del servei dels Ferrocarrils de Catalunya. Per tal de servir a les urbanitzacions que van sorgir al voltant de la línia, es va inaugurar el 1925 l'estació de la Floresta, i entre 1930 i 1931, les estacions de Bellaterra i Valldoreix. El 1952 es van acabar les obres de soterrament del Tren de Sarrià fins a l'estació de les Tres Torres, i el 1959 s'inaugurava la segona nau de l'estació de Pl. Catalunya. Tot i que ja havia funcionat de manera provisional, el 1965 s'inaugurava el baixador de Sant Joan.
A partir de la dècada dels 70, les companyies FSB i FCC van començar a patir problemes financers a causa de la inflació, l'augment de les despeses d'explotació i perquè el Govern feia mantenir tarifes polítiques baixes, sense cap compensació. El 1977, després de demanar subvencions a diferents institucions, va sol·licitar el rescat de la concessió de les línies urbanes, però l'Ajuntament de Barcelona va denegar la petició i el 23 de maig de 1977 els Ferrocarrils de Catalunya van anunciar la clausura de la xarxa a partir del 20 de juny.

### Ferrocarrils de la Generalitat de Catalunya

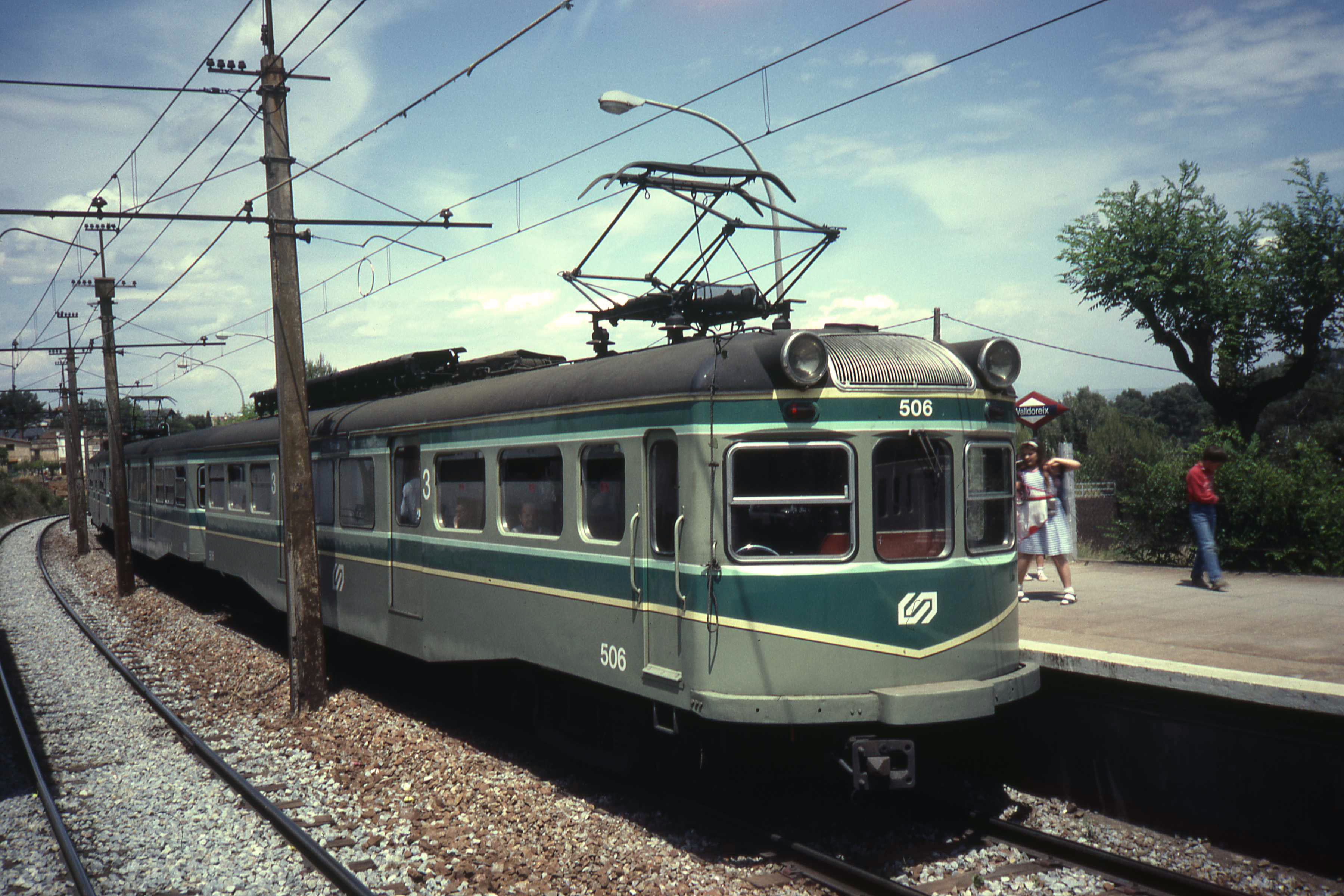
FGC es fa càrrec de la línia el 1979.

El 17 de juny de 1977 per Reial Decret es van transferir les línies a Ferrocarriles de Vía Estrecha (FEVE) de forma provisional, mentre el Ministeri d'Obres Públiques del Govern d'Espanya, la Diputació de Barcelona, la Corporació Metropolitana de Barcelona i l'Ajuntament de Barcelona estudiaven el règim d'explotació d'aquesta xarxa. A causa de la indefinició es va produir una degradació del material i les instal·lacions dels Ferrocarrils de Catalunya, que en algun moment van determinar la paralització de l'explotació.
Amb la reinstauració de la Generalitat de Catalunya, el Govern d'Espanya va traspassar a la Generalitat la gestió de les línies explotades per FEVE a Catalunya. Així, la Generalitat va començar gestionant els Ferrocarrils de Catalunya a través del Departament de Política Territorial i Obres Públiques (DPTOP), fins que el 1979 es va crear l'empresa Ferrocarrils de la Generalitat de Catalunya (FGC), la qual integrava el 7 de novembre a la seva xarxa aquests ferrocarrils amb la denominació línia Catalunya i Sarrià. Cal destacar que aquesta línia no passà a mans de RENFE el 1941 per no ser d'ample ibèric (1672 mm).

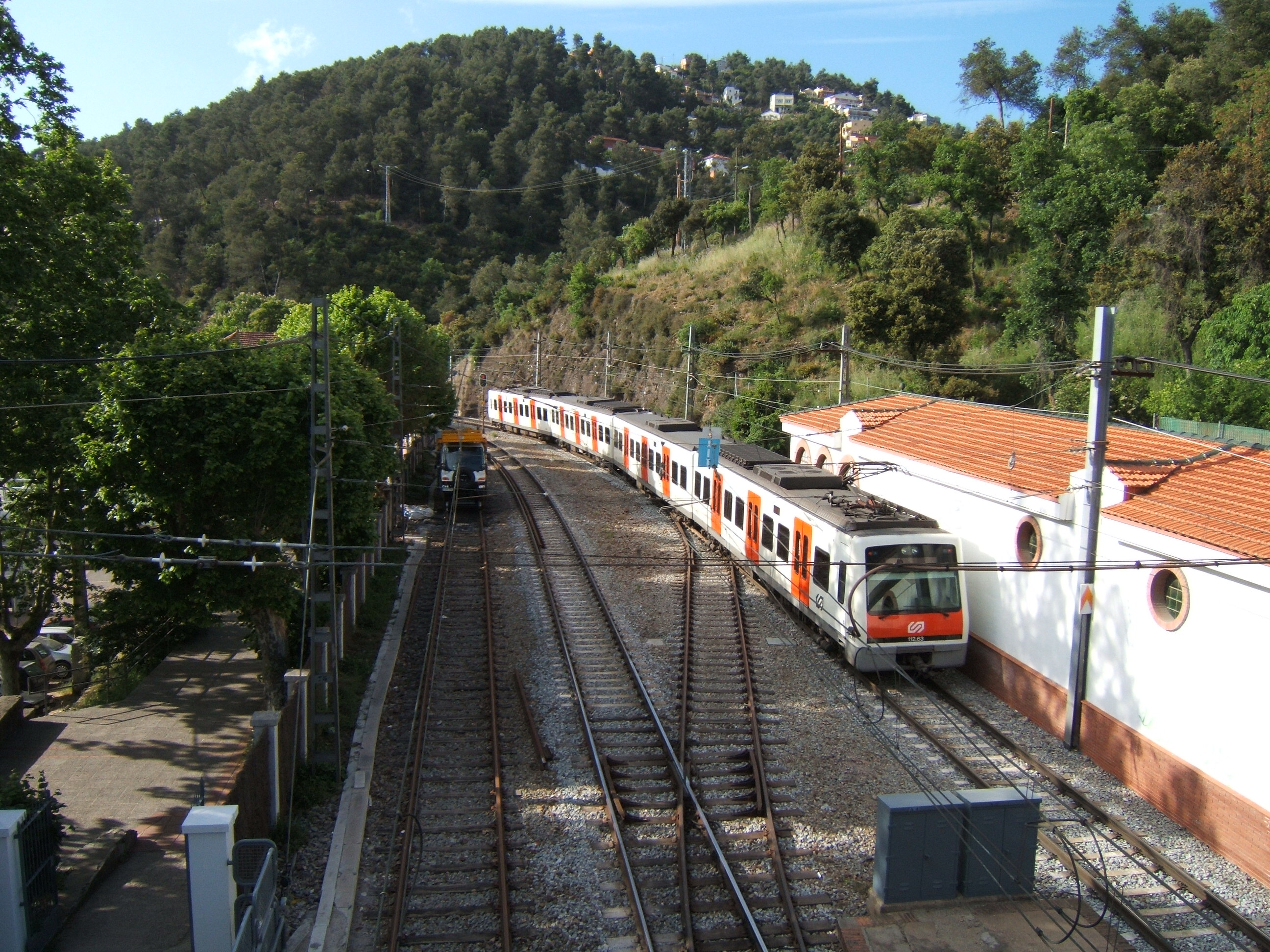
El 1996 entra en servei el metro del Vallès.

La nova companyia impulsà una gran modernització de la línia. El 1984 es crea un nou ramal entre l'estació de Bellaterra i la nova estació de la Universitat Autònoma, i el 1995 entra en servei la nova variant entre l'Autònoma i Sant Quirze, quedant en desús el traçat directe entre Bellaterra i Sant Quirze. A més, entre 1985 i 1995 es dupliquen les vies dels ramals de Terrassa i Sabadell. El 1996 es posà en marxa el metro del Vallès, augmentant els serveis i la freqüència de pas dels trens.
El 2001, FGC integra tarifes amb la resta d'operadors i les línies urbanes canvien de nomenclatura per integració amb el metro de Barcelona. Es va millorar l'interval de pas amb el conseqüent augment d'usuaris als serveis urbans.

### Perllongament urbà a Terrassa i Sabadell
A principi del segle xxi, es presenta el projecte d'extensió a les dues branques existents, el primer des de vuitanta anys, cap a l'interior de Terrassa i Sabadell, i la generació de dos intercanviadors amb la línia Barcelona-Manresa (línia R4). L'octubre de 2003 s'iniciaven les obres de perllongament a Terrassa, que comportaven la construcció de tres noves estacions i un nou tram de 3,9 km de longitud. Pel que fa al perllongament de Sabadell, les actuacions es van iniciar el març de 2008, i consistien en la construcció de cinc noves estacions i un nou tram de 5,2 km. Les obres de construcció d'aquests perllongaments es van allargar més del previst (gairebé una dècada) a causa de canvis en la redacció del projecte per incrementar la seguretat dels túnels i, posteriorment, per problemes de finançament. Finalment, el 29 de juliol del 2015 va tenir lloc a Terrassa la inauguració del nou tram entre Terrassa Rambla i Terrassa Nacions Unides. A Sabadell, el perllongament es posà en servei en dues fases; la primera, el 12 de setembre del 2016, amb la posada en servei de les estacions de Can Feu | Gràcia i Sabadell Plaça Major, substituint les antigues Sabadell-Estació i Sabadell Rambla. Posteriorment, el 20 juliol del 2017 s'inaugurà el tram entre Sabadell Plaça Major i Sabadell Parc del Nord, completant així el perllongament de la línia a Sabadell.

### Maximització de circulacions a la línia
Degut a l'increment de demanda després de l'obertuta de les extensions es van fer diferents actuacions per incrementar les circulacions de trens.
Es va canviar la configuració ferroviària el 2016 a l'estació de Sarrià i El 2021 es van allargar les andanes a l'estació de Plaça de Catalunya. Tot i que primer s'havia estudiat la construcció d'una cua de maniobres, però que degut al elevat cost es va desestimar.
FGC va posar en marxa en 2021 una nova subcentral elèctrica a Bellaterra i es van ampliar els tallers del Centre Operatiu de Rubí amb tres noves vies de fossat, ampliat l'edifici principal de la nau de tallers i s'han construït tres noves vies sobre pilarets per augmentar la capacitat de manteniment.
Durant el 2022 es van afegir 15 nous trens de la sèrie 115, una comanda que es va efectuar el 2018 i es va fer la revisió i renovació de les 22 unitats de tren de la sèrie 112.
Les línies S1 a Terrassa i S2 a Sabadell van millorar els intervals de pas de 7 i 10 minuts respectivament als 5 minuts en hores punta el 9 de desembre de 2022, tot i que va suposar l'eliminació dels serveis semidirectes.

## Serveis

Esquema dels diferents serveis de la línia.

| Xarxa     | Línia                                  | Recorregut                              |
| Metro     |                                        | Pl. Catalunya - Sarrià                  |
| Metro     | Pl. Catalunya - Avinguda Tibidabo      |                                         |
| Metro     | Sarrià - Reina Elisenda                |                                         |
| Suburbans |                                        | Pl. Catalunya - Terrassa Nacions Unides |
| Suburbans | Pl. Catalunya - Sabadell Parc del Nord |                                         |

### Serveis de metro

#### L6: Pl. Catalunya - Sarrià

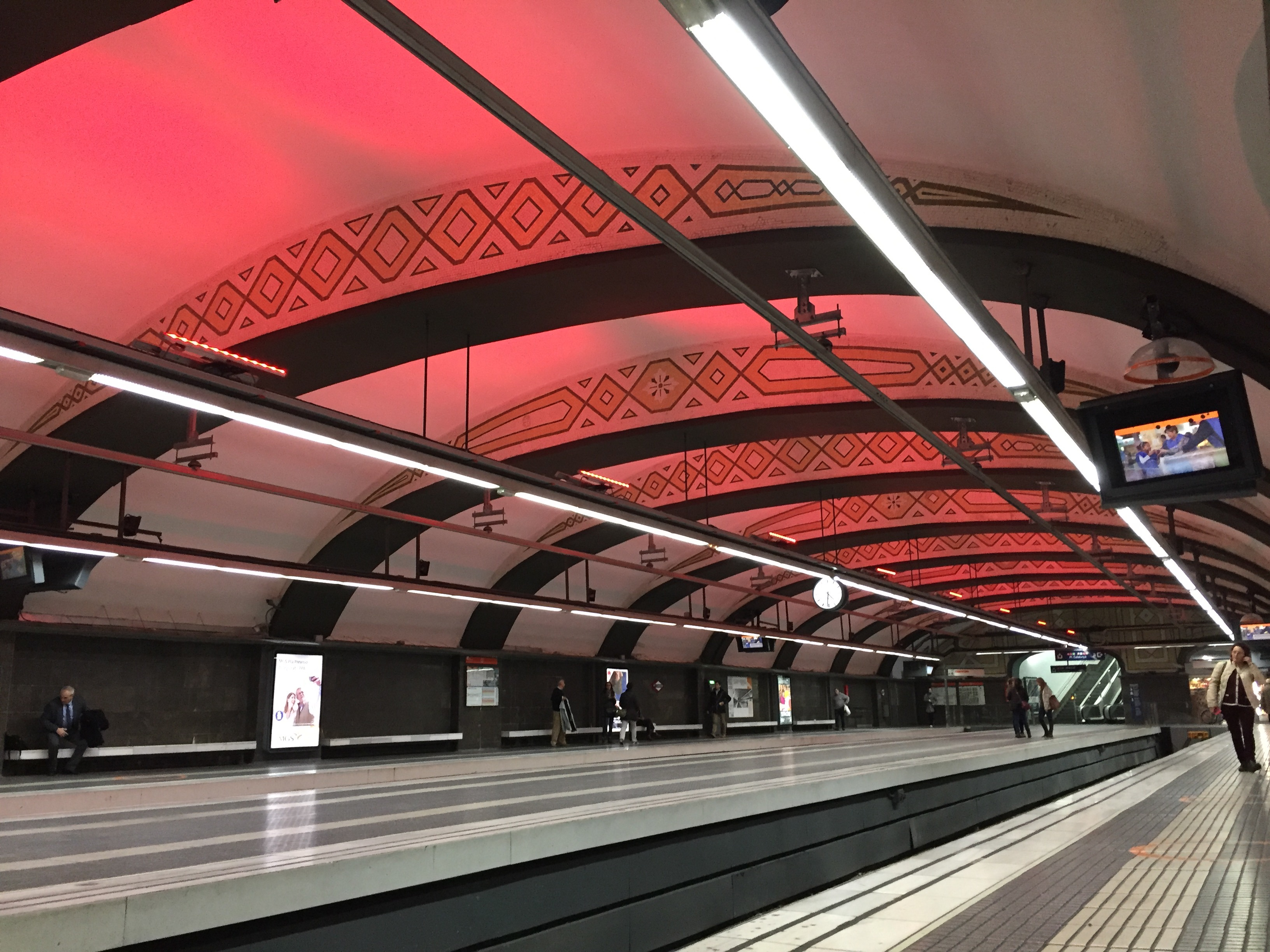
Vista d'una de les naus de l'estació de Pl. Catalunya

La línia s'inicia a Pl. Catalunya i comparteix recorregut amb la L7 fins a Gràcia i amb tots els serveis suburbans fins al final del seu recorregut a Sarrià. Com que es tracta d'un servei de metro, para a totes les estacions del recorregut.

#### L7: Pl. Catalunya - Av. Tibidabo
La línia s'inicia també a Pl. Catalunya i comparteix vies amb la resta de serveis fins a Gràcia on es bifurca cap a Pl. Molina, Pàdua, el Putxet i Av. Tibidabo, on finalitza la línia. El tram entre Gràcia i Av. Tibidabo és exclusivament servit per aquesta línia.

#### L12: Sarrià - Reina Elisenda
Es tracta d'un servei llançadora entre les estacions de Sarrià i Reina Elisenda. A Sarrià cal canviar de tren per continuar el recorregut, on paren tots els trens (L6, S1, S2, S5, S6 i S7).

### Serveis suburbans
Pel que fa a les línies suburbanes, les línia S1 es la que circula per Rubí i Terrassa i la línia S2 dona servei a la Universitat Autònoma i Sabadell.

Unitat 113 en servei S1 a l'estació de Baixador de Vallvidrera, en direcció Pl. Catalunya

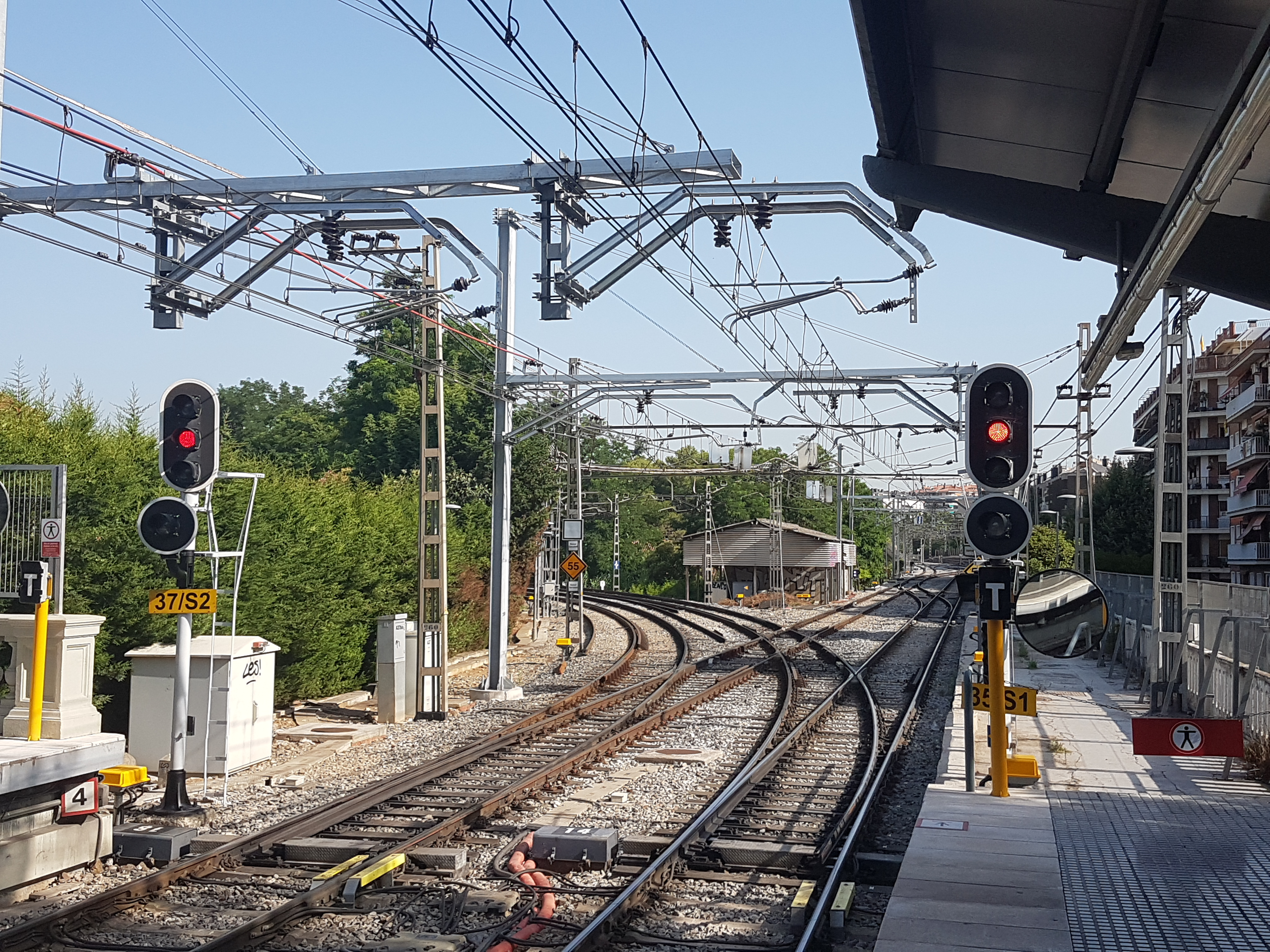
Bifurcació a l'estació de Sant Cugat Centre

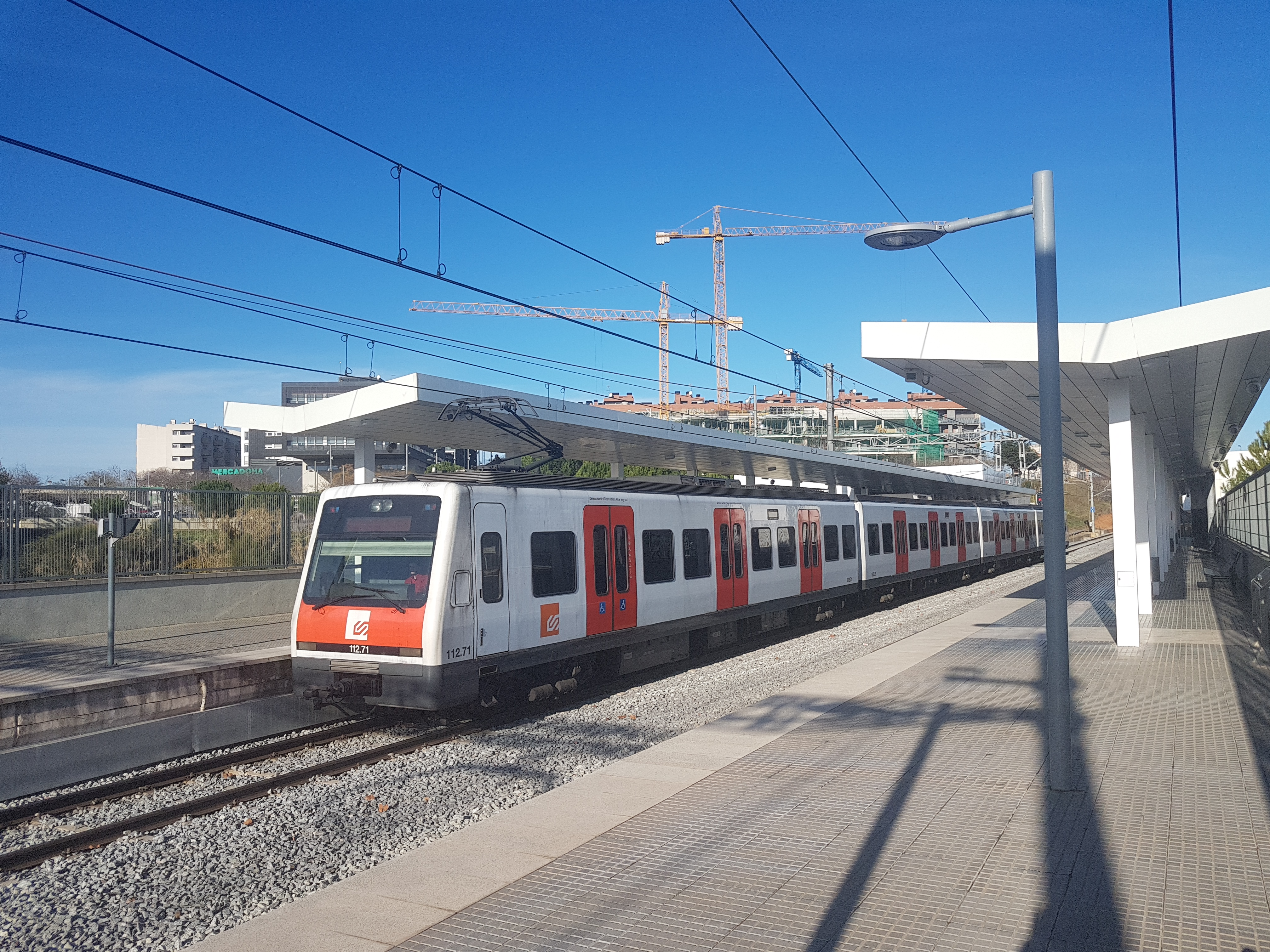
Unitat 112 en servei S2 a l'estació de Volpelleres, en direcció Pl. Catalunya

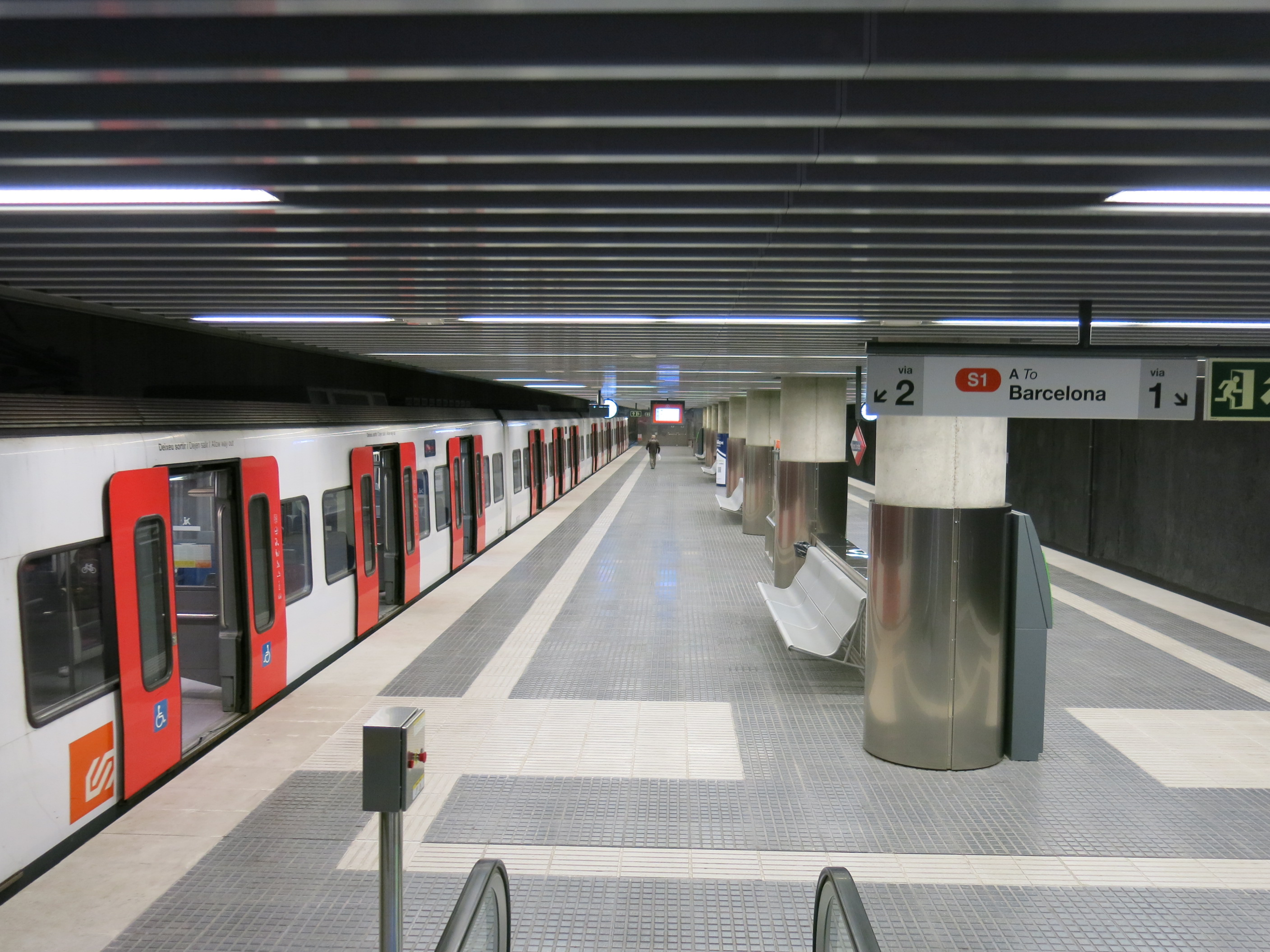
Unitat 112 a l'estació de Terrassa Nacions Unides, a punt d'iniciar un servei S1 cap a Pl. Catalunya

| Estació                          | Línies amb parada | Correspondència | Municipi               | Zona |
| -------------------------------- | ----------------- | --------------- | ---------------------- | ---- |
| Tram comú Barcelona - Sant Cugat |                   |                 |                        |      |
| Pl. Catalunya                    |                   |                 | Barcelona              | 1    |
| Provença                         |                   |                 | Barcelona              | 1    |
| Gràcia                           |                   |                 | Barcelona              | 1    |
| Sant Gervasi                     |                   |                 | Barcelona              | 1    |
| Muntaner                         |                   |                 | Barcelona              | 1    |
| La Bonanova                      |                   |                 | Barcelona              | 1    |
| Les Tres Torres                  |                   |                 | Barcelona              | 1    |
| Sarrià                           |                   |                 | Barcelona              | 1    |
| Peu del Funicular                |                   |                 | Barcelona              | 1    |
| Baixador de Vallvidrera          |                   |                 | Barcelona              | 1    |
| Les Planes                       |                   |                 | Barcelona              | 1    |
| La Floresta                      |                   |                 | Sant Cugat del Vallès  | 2C   |
| Valldoreix                       |                   |                 | Sant Cugat del Vallès  | 2C   |
| Sant Cugat Centre                |                   |                 | Sant Cugat del Vallès  | 2C   |
| Bifurcació de la línia           |                   |                 |                        |      |
| Ramal de Terrassa (línia S1)     |                   |                 |                        |      |
| Mira-sol                         |                   |                 | Sant Cugat del Vallès  | 2C   |
| Hospital General                 |                   |                 | Sant Cugat del Vallès  | 2C   |
| Rubí                             |                   |                 | Rubí                   | 2C   |
| Les Fonts                        |                   |                 | Terrassa               | 3C   |
| Terrassa Rambla                  |                   |                 | Terrassa               | 3C   |
| Vallparadís Universitat          |                   |                 | Terrassa               | 3C   |
| Terrassa Estació del Nord        |                   |                 | Terrassa               | 3C   |
| Terrassa Nacions Unides          |                   |                 | Terrassa               | 3C   |
| Ramal de Sabadell (línia S2)     |                   |                 |                        |      |
| Volpelleres                      |                   |                 | Sant Cugat del Vallès  | 2C   |
| Sant Joan                        |                   |                 | Sant Cugat del Vallès  | 2C   |
| Bellaterra                       |                   |                 | Cerdanyola del Vallès  | 2C   |
| Universitat Autònoma             |                   |                 | Cerdanyola del Vallès  | 2C   |
| Sant Quirze                      |                   |                 | Sant Quirze del Vallès | 2C   |
| Can Feu \| Gràcia                |                   |                 | Sabadell               | 2C   |
| Sabadell Plaça Major             |                   |                 | Sabadell               | 2C   |
| La Creu Alta                     |                   |                 | Sabadell               | 2C   |
| Sabadell Nord                    |                   |                 | Sabadell               | 2C   |
| Sabadell Parc del Nord           |                   |                 | Sabadell               | 2C   |

## Material mòbil

### Unitats en servei
| Sèrie | Imatge | Número | Any       | Cotxes | Seients | Capacitat total |
| 112   |        | 16 6   | 1995 2003 | 4      | 232     | 722             |
| 113   |        | 19     | 2013      | 4      | 188     | 780             |
| 114   |        | 5      | 2014      | 3      | 124     | 605             |
| 115   |        | 15     | 2022      | 4      | 196     | 775             |

### Unitats retirades
| Sèrie   | Imatge | Número             | Any         | Cotxes | Seients | Capacitat Total |
| ------- | ------ | ------------------ | ----------- | ------ | ------- | --------------- |
| Brill   |        | 56 (2 preservades) | 1913 - 1929 | 1      |         |                 |
| Granota |        | 76 (4 preservades) | 1944 - 1977 | 1      |         |                 |
| 111     |        | 20 (2 preservades) | 1983 - 1987 | 3      | 164     | 440             |

## Projectes i futur

### Nous intercanviadors
En els proper anys la línia veurà incrementada la seva interconnectivitat amb altres línies. El perllongament de línia Llobregat-Anoia fins a Gràcia suposarà la connexió amb la L8, S4 i S8. També a Sarrià, la construcció de la L9, amb parada a l'estació. Al Vallès, es cerca apropar les estacions de la línia R8 amb les estacions de Volpelleres i Hospital General.